# Justinià d'Àvila
Justinià fou un religiós hispanovisigot, que fou bisbe d'Àvila. El primer documentat des del segle iv, l'any 610.
Després de les turbulències del segle iv entre els prelats hispans en època de Priscil·lià, considerat un bisbe intrús, no hi ha dades ni noms de bisbes d'Àvila entre l'any 385 i abans de l'any 600. A més, pocs anys abans d'aparèixer documentat Justinià la seu va estar vacant fins a la celebració del III Concili de Toledo. Justinià de fet apareix per primera vegada com a signant del decret en favor de l'arxidiòcesi de Toledo, convocat pel rei Gundemar a la capital l'any 610. Justinià és el bisbe que assisteix, i signa com Justinianus Ecclesiae Abelensis Episcopus subscripsi, en altres còdex apareix com Abilensis, en consonància a com sant Jeroni nomena a Priscil·lià com Abilae Episcopus. En el document, Justinià ocupa el penúltim lloc, i malgrat que tots els bisbes guardaren l'ordre d'antiguitat, Enrique Flórez considera creïble que Justinià fos un dels menys antics en la seva consagració, perquè el darrer de la llista s'havia consagrat en època del concili. Morí potser vers 629, quan seria consagrat el seu successor Teodogi.